# 占碑
占碑是印尼占碑省的首府，為蘇門答臘的第六大城市，占碑省的省会。是一个印度尼西亚的石油和橡胶重要产地，有沿河港口。
距现在占碑市26千米曾是古代三佛齐王国的占碑遗迹所在地。

## 友好城市
- 印度尼西亞古邦
- 泰國呵叻
- 东帝汶埃爾梅拉區
- 东帝汶阿伊納羅